# Brachionopus annulatus
Brachionopus annulatus är en spindelart som beskrevs av William Frederick Purcell 1903. Brachionopus annulatus ingår i släktet Brachionopus och familjen fågelspindlar. Inga underarter finns listade.